# Calle Fotheringham (Formosa)
La calle Fotheringham, es una importante arteria vial del microcentro formoseño. También de diferentes barrios de la Ciudad. Es la calle n° 65 y lleva el nombre del primer gobernador de la Provincia de Formosa, entre 1884 y 1891, Ignacio Hamilton Fotheringham (1842 - 1925). También fue gobernador del Territorio Nacional de Chaco entre 1883 y 1884.

## Historia y Recorrido
La calle Fotheringham, es histórica calle de la Ciudad, debido a que tiene 133 años. Fue creada en 1879, con el nombre de Pilcomayo, en 1925 falleció Fotheringham, antiguo gobernador de la Provincia, entonces el gobernador José Yalour propuso ponerle el nombre del gobernador a alguna calle de la Ciudad. Así fue, y desde ese año mantiene ese nombre. La calle nace su recorrido, en la calle San Martín, aunque la misma calle nace varios metros antes con el nombre de Fotheringham Este. Finaliza su tramo en la calle Misiones, al 4.750. Sobre dicho recorrido se cruzan las esquinas de las siguientes calles céntricas con la Fotheringham: 
- San Martín, donde nace
- Belgrano
- Rivadavia
- Moreno
- Deán Funes
- Padre Patiño
- Mitre
- Eva Perón
- Fontana
- Av. 9 de Julio
- Sarmiento
- Julio A. Roca
- Córdoba
- Fortín Yunká
- Libertad
- Jujuy
- Padre Grotti y la avenida Pantaleón Gómez.